# Срынско
Срынско (болг. Срънско) — село в Болгарии. Находится в Кырджалийской области, входит в общину Ардино. Население составляет 85 человек.

## Политическая ситуация
В местном кметстве Бял-Извор, в состав которого входит Срынско, должность кмета (старосты) исполняет Зехни Ариф Емин (Движение за права и свободы (ДПС)) по результатам выборов правления кметства.
Кмет (мэр) общины Ардино — Ресми Мехмед Мурад (Движение за права и свободы (ДПС)) по результатам выборов в правление общины.